# De Aarlanden
Het waterschap De Aarlanden was tot 1995 een waterschap in de Nederlandse provincie Zuid-Holland in de gemeenten Nieuwkoop, Nieuwveen, Zevenhoven, Leimuiden, Ter Aar, Woubrugge, Rijnsaterwoude en Alphen aan den Rijn (Aarlanderveen en Oudshoorn). Het kantoor was gevestigd in Ter Aar.
Het waterschap was in 1979 ontstaan uit de volgende waterschappen:
- De Drooggemaakte Polder aan de Westzijde te Aarlanderveen
- De Griet- en Vriesekoopsche Polder
- De Groote Heilige-Geestpolder
- De Kleine Heilige-Geestpolder
- Polder Nieuwkoop
- Polder Nieuwkoop en Noorden
- de Noordeind- en Geerpolder
- de Rijnsaterwoudsche Polder
- de Uiteindsche en Middelpolder
- de Verenigde Bloklandse en Korteraarse Polder
- Vierambacht
- de Wassenaarsche Polder
- Zuid- en Noordeinderpolder